# Station touristique
Pour les articles homonymes, voir Station.
Ne doit pas être confondu avec Village de vacances.

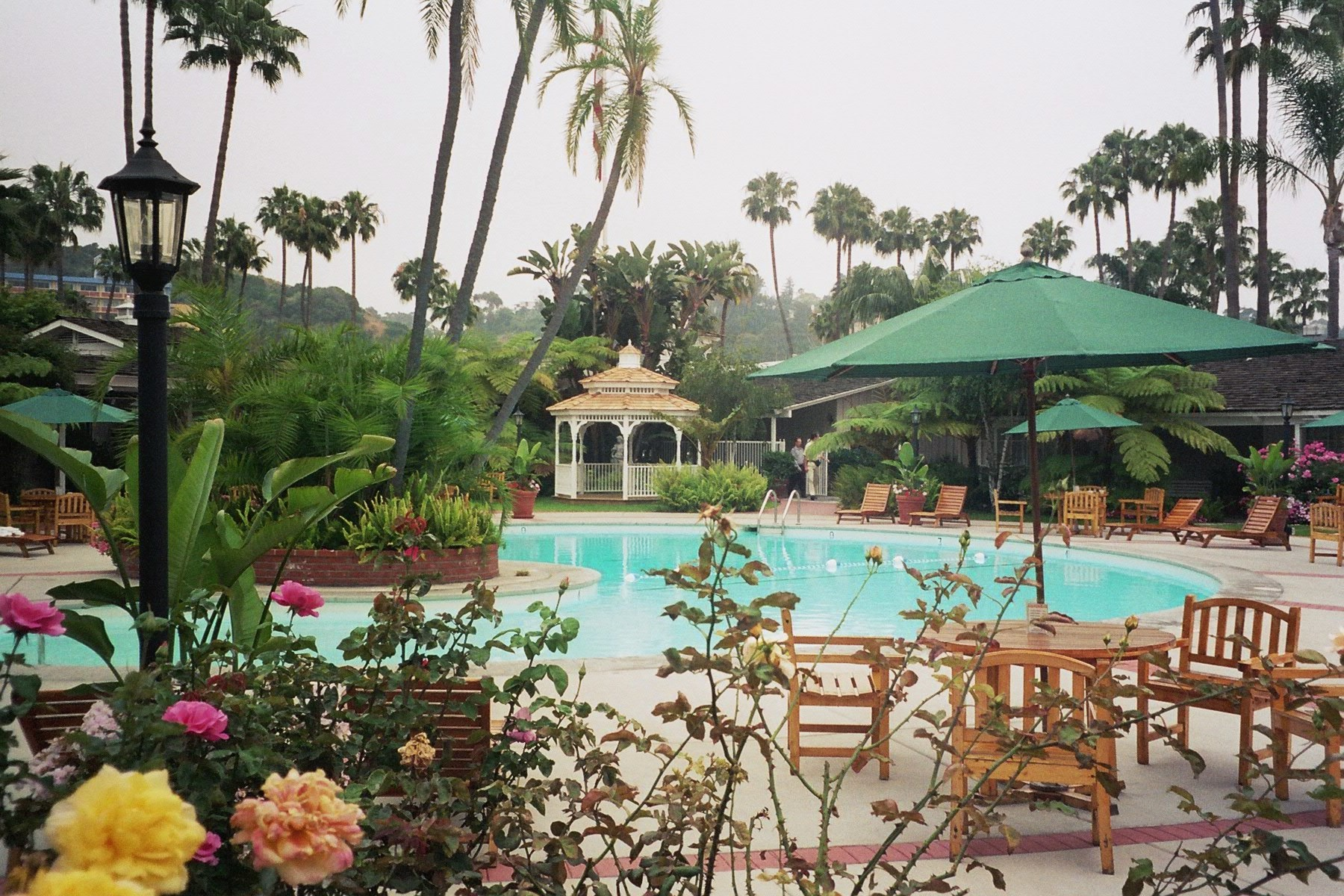
Les stations touristiques combinent hôtels et différents types d'animations tels que la piscine.

Une station touristique est un lieu touristique qui se caractérise par la prédominance d'une activité touristique et récréative (monofonctionnalité), créatrice du lieu (création ex nihilo), d'une capacité d'hébergement d'une population non permanente conséquente et de la présence d'une population permanente. La notion de saisonnalité est aussi prise en compte. La langue anglaise qui possède également le mot station utilise plutôt le terme de resort pour qualifier les espaces spécialisés (health resort, beach resort, etc.), faisant de lui un synonyme de « station ».
Elle peut être fondée et exploitée ou co-exploitée par les partenaires publics et privés.

## Étymologie
Le mot « station » dérive du latin stare, indiquant la position pour se tenir debout, ainsi que statio, qui marque l'arrêt. Le mot se retrouve également dans de nombreuses langues européennes.
« Station » prend le sens de lieu de villégiature à partir du milieu du XIXe siècle, selon l'historien du tourisme Marc Boyer, en étant accompagné d'un adjectif qualificatif précisant sa spécificité. Ainsi trouve-t-on par exemple la mention de station thermale ou balnéaire.

## Villes ou stations touristiques
L'équipe française de recherche « Mobilités, itinéraires, tourisme » (dite « équipe MIT », Paris 7) distingue la « station » de la « ville touristique », cette dernière étant définie comme une agglomération urbaine qui accueille un ou plusieurs sites touristiques, tout en reposant sur d'autres fonctions ou activités urbaines. Selon le modèle christallérien, les villes touristiques sont des centres alors que les stations non. Elle n'accueille en effet aucune fonction de commandement et n'attire pas l'implantation d'activités de haute technologie.
S'il existe des stations touristiques dans le monde entier, attirant de plus en plus de visiteurs, certaines villes touristiques sont très connues, comme Sotchi en Russie, Newport aux États-Unis ou St. Moritz en Suisse. De vastes régions, comme les Montagnes Adirondack ou la Riviera méditerranéenne en abritent également plusieurs.
Une station touristique doit disposer d'une ressource touristique (littoral, montagne, ville, campagne). Elle doit en outre être accessible (donc être desservie par le réseau routier, ferroviaire, aérien, maritime). Elle doit comporter des hébergements (hôtels, campings, hébergement chez l'habitant, centres de vacances), des commerces, des restaurants, et des installations comme les remontées mécaniques dans les stations de sports d'hiver, ou encore balnéaires pour les stations de bord de mer ou de lac.

## Type de stations touristiques
Les stations touristiques se distinguent selon leur nature. Elles peuvent être classées en  
- station balnéaire ;
- station climatique ;
- station thermale ;
- station de sports d'hiver ;

L'expression peut aussi désigner, en France, un label, comme « Station verte et Village de neige ».

## En Europe

### France
En France, le label « station classée de tourisme » est un label officiel décerné à des communes ou des groupes de communes parmi les communes ayant préalablement obtenu le label « commune touristique ». Cependant, des exceptions peuvent exister comme ce fut le cas avec Aix-les-Bains (Savoie), ville classée directement station touristique en septembre 2013, sans avoir obtenu le label commune touristique[source insuffisante].

### Naissance du classement des stations (lois de 1910 et 1919)
L’assemblée vote le 13 avril 1910 une loi portant sur la création des stations hydrominérales et climatiques. Toute commune ou fraction de commune peut être classée, selon la demande du conseil municipal ou d’un commission syndical, par le préfet, ou par une association qualifiée. Le décret de classement est pris par le conseil d’État. Le classement permet l’instauration, dans les stations hydrothermales, de la taxe de séjour et vise à développer la fréquentation de la station. Il permet la création d’une chambre d’industrie thermale ou climatique. La loi prévoit également la création d’une commission permanente des stations, pouvant être interrogée par le ministre notamment sur les demandes de classement. Elle peut se prononcer sur l’emploi du produit de la taxe de séjour.
La loi Cornudet du 14 mars 1919 (modifiée et complétée le 19 juillet 1924) prévoit l'obtention d'un label pour les « stations balnéaires, thermales et touristiques ». La loi du 24 septembre 1919 rend la perception de la taxe de séjour obligatoire dans toutes les stations hydrominérales et climatiques et crée une nouveau statut, les stations de tourisme, qui pourront également percevoir cette taxe.
Dès 1920, l'Office national de tourisme édite un Guide des stations de tourisme et de la taxe de séjour pour l'application de la loi du 24 septembre 1919 aux stations de tourisme. En 1929, les communes souhaitant devenir station de tourisme s'engagent à créer une Chambre d'industrie touristique. L'instruction des dossiers est réalisée par l'Office national de tourisme. Toutefois, les stations hydrominérales et climatiques ont un statut distinct: elles ne relèvent pas de l'Office national de tourisme mais d'une Commission permanente des stations hydrominérales et climatiques de France.

### Refonte générale du classement en 2006
Le classement des communes touristiques et des stations classées de tourisme, a été introduit par la loi du 14 avril 2006. Cette loi, complétée par un décret et un arrêté du 2 septembre 2008, a créé un nouveau régime juridique offrant un véritable statut aux communes touristiques : « La dénomination de communes touristiques est attribuée par arrêté préfectoral pour une durée de cinq ans. Cette lisibilité accrue est un gage de qualité offert aux touristes. Les plus attractives d’entre elles pourront accéder à la catégorie supérieure de station classée de tourisme, prononcée par décret pris pour douze ans. ». Ce classement offre aux communes différents avantages. Il existait auparavant différents statuts, décernés entre 1912 et 2009 : stations balnéaire, touristique, hydrominérale, climatique, sport d'hiver et alpinisme et uvale. Au moment de l'entrée en vigueur de 2006, 536 communes possédaient l'un de ces labels.
Le ministère de l'Économie publie la liste des stations ayant obtenu ce label : il y en avait 31 au 1er janvier 2012, 191 au 26 octobre 2016, 209 au 12 mai 2017 et 317 au 8 septembre 2018. L'année 2017 a été particulièrement riche en classement, avec 71 décrets promulgués, contre 15 pour l'année précédente. Au 17 décembre 2019, 433 communes sont classées selon le nouveau référentiel.
En 2018, 20 % des stations de tourisme se situe en région Provence-Alpes-Côte d'Azur, soit plus de 40 communes.

### Nouvelles modifications de 2019
Le 16 avril 2019, un arrêté met en vigueur de nouveaux critères de classement pour les stations de tourisme,.
La loi no 2019-1461 du 27 décembre 2019 relative à l’engagement dans la vie locale et à la proximité de l’action publique met fin à une certaine officialité des classements en station de tourisme en supprimant la parution de la décision de classement au journal officiel par décret ministériel. Elle permet aux stations de tourisme de conserver leur classement en commune touristique durant la durée de leur classement.

### Principe du classement
L’érection d’une commune en station de tourisme se fonde sur plusieurs principes. Elle doit :
- posséder un office de tourisme classé en catégorie I
- détenir le label de commune touristique
- ne pas avoir commis d'infraction sanitaire
- abriter un certain nombre d’hébergements dont une part importante d’hébergements classés

Un dossier doit ensuite être constitué portant sur différents aspects, notamment la signalisation, l’accès routiers, les mesures de protections inscrits au PLU, la mise en place des actions touristiques et posséder certains équipements.

### Conséquences du classement
Le classement a, en 2019, plusieurs effets. Il permet, :
- l’instauration de la taxe de séjour
- possibilité pour la commune de conserver sa compétence tourisme, dont création d’office de tourisme
- possibilité de déposer auprès du préfet un dossier de surclassement démographique
- de majorer les indemnités des maires et des adjoints
- de percevoir directement les droits de mutation pour les communes de moins de 5 000 habitants
- la commune peut promouvoir sa labellisation en arborant un panneau spécifique, détaillé par un arrêté du 16 septembre 1910[23]

## Pour approfondir